# Funkcje Mathieu
Funkcje Mathieu – funkcje specjalne, będące rozwiązaniami kanonicznej formy równania Mathieu:
{\displaystyle {\frac {d^{2}y}{dx^{2}}}+[a-2q\cos(2x)]y=0}
W mechanice kwantowej funkcje Mathieu pojawiają się m.in.:
- jako rozwiązania równania Schrödingera  dla elektronu w jednowymiarowym ciele stałym z periodycznym potencjałem (funkcje Blocha);
- dla kwantowego wahadła matematycznego.

Funkcje te przypominają funkcje trygonometryczne – w szczególnych przypadkach mogą je odtwarzać.